# Галоши

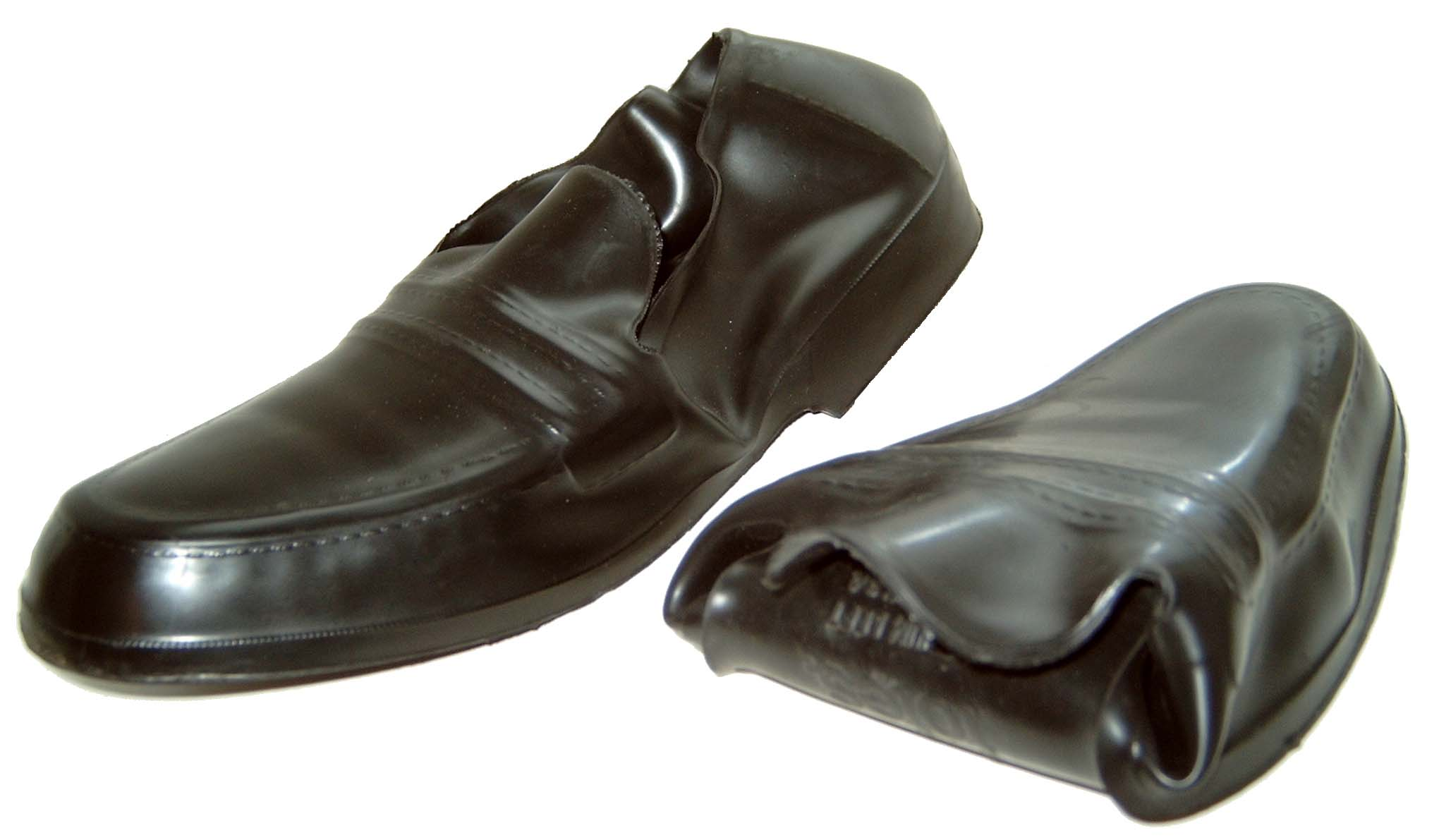
Галоши

Рекламный плакат фирмы «Треугольник»

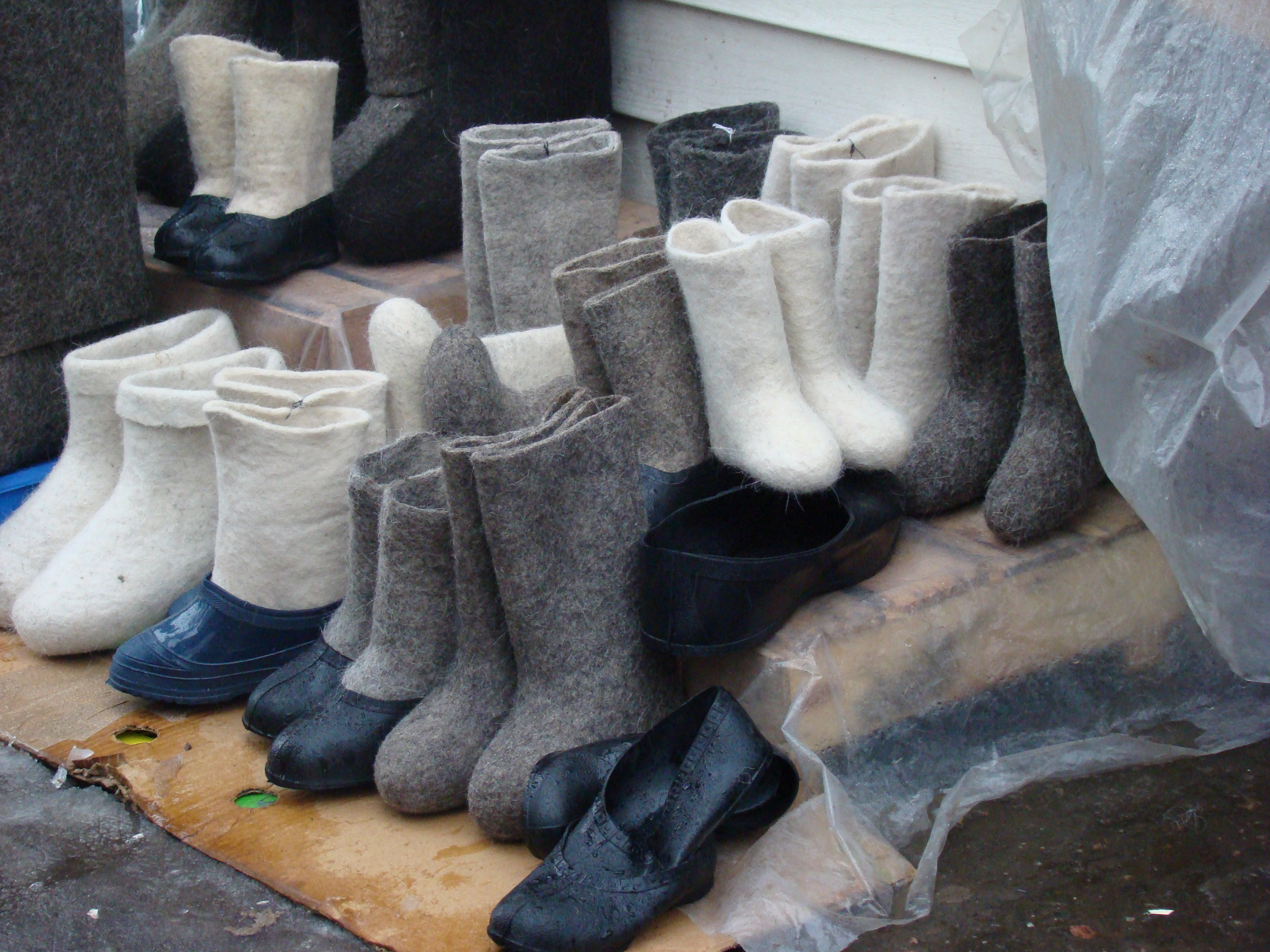
Русские валенки с галошами

Гало́ши (устар. кало́ши, мокроступы) (фр. galoches и нем. Galoschen) — непромокаемые (сейчас обычно резиновые) накладки, надеваемые на обувь, некоторые виды используются как самостоятельная обувь (садовые, утеплённые, диэлектрические и т. д.).
Галоши из тонкой резины носят с валенками. В прошлом их носили для защиты обуви, и на туфли, и на ботинки (см. гамаши).
Сравнительное удобство составляет ношение калош как сменной обуви на предприятия, в театр, в школу, так как нет необходимости, идя по улице, нести с собой мешок или пакет с обувью, да и сам процесс переодевания переходит в процесс простого снятия калош, что несомненно, занимает намного меньше времени.
Различаются по материалам, отделке и особенностям использования: галоши садовые; галоши на валенки, галоши клеёные на валенки; галоши азиатские хлопчатобумажные мужские, галоши азиатские хлопчатобумажные женские, галоши азиатские хлопчатобумажные детские, галоши азиатские хлопчатобумажные малодетские, галоши азиатские на шерсти; галоши из пластиката поливинилхлоридного чёрные; галоши из пластиката поливинилхлоридного цветные; галоши мальчиковые клеёные резиновые; галоши мальчиковые комбинированные резиновые; галоши резиновые лакированные клеёные девичьи для ношения на обувь; галоши резиновые лакированные клеёные для ношения на обувь; галоши резиновые лакированные клеёные из чёрной резины для ношения на унтах; галоши резиновые лакированные клеёные из чёрной резины.
Первые резиновые калоши появились в продаже в Бостоне 12 февраля 1831 года.

Резиновые калоши в форме ботинка с высоким верхом использовались во время Второй мировой войны для ношения поверх армейских ботинок

## Этимология
Почему эта практичная обувь носит именно такое название, понятно не до конца. Историки расходятся во мнении и приписывают слову то древнегреческие, то латинские корни.
Происходит от фр. galoche (с 1263 г.), из неустановленной формы. По одной из версий, из древне-греческого καλόπους «сапожная колодка» (из κᾶλον «древесина» + πούς «нога») через лат. calopodia; по другой версии — от лат. caliga «сапог»; по третьей — от лат. gallica «галльская сандалия». Русское слово «калоша» (или «галоша»), возможно, заимствовано через нем. Galosche.

## История
Галоши имеют длинную историю.
Согласно одной из версий, они обязаны своим происхождением индейцам Южной Америки. Когда европейцы попали на этот континент, они заметили у туземцев мячи, непромокаемые холсты и обувь. Выходцы из Европы заинтересовались свойствами сока каучукового дерева и вскоре стали изготавливать из него разную галантерейную мелочь, а в начале XIX века — привозить готовую каучуковую обувь от индейцев.
По другой версии, галоши изобрёл некий англичанин Рэдли. Он всё никак не мог вылечиться от простуды, подхваченной из-за извечной в те годы лондонской слякоти. Читая «Записки о Галльской войне» Юлия Цезаря, он узнал, что древние галлы предохранялись от грязи, нося защитные футляры для обуви gallicae. В 1803 году Рэдли запатентовал своё изобретение — чехлы для обуви из ткани, пропитанной сырым соком каучукового дерева. Однако у этих галош вскоре выявился серьёзный недостаток: на холоде они становились твёрдыми и ломкими, а в жару делались липкими, мягкими и неприятно пахли.
Многие предприниматели в начале XIX века пытались сделать каучук независимым от природных условий. Первые резиновые калоши были публично продемонстрированы американским изобретателем и бизнесменом Чарльзом Гудричем в Бостоне 4 февраля 1824 года. Но больше всего повезло американцу Чарльзу Гудьиру, который после многолетних экспериментов изобрёл метод вулканизации — «сваривания» каучука с серой при нагревании. Из вулканизированного каучука американские компании быстро наладили массовое производство верхней обуви — overshoes. Эти изделия не боялись ни жары, ни холода и вскоре завоевали популярность не только в США, но и в других странах, в том числе в России, где этот предмет обуви стал постепенно входить в быт знати.

## В армии
В американской армии резиновые калоши в форме ботинка с высоким верхом использовались во время Второй мировой войны для ношения поверх армейских ботинок. Во время корейской войны американцы приняли к использованию вариант валенок с галошами, в которых войлок был полностью упакован во внутренность резинового ботинка. Поскольку войлок внутри двуслойного резинового башмака, то он защищён от намокания, тем самым решена проблема с необходимостью регулярной сушки валенок.
Такую обувь надо носить поверх толстого шерстяного носка. Указанный вариант валенок используется и в наши дни частями, несущими службу на Аляске.

## Галоши в культуре
Купила мама Лёше

Отличные галоши.

Галоши настоящие,

Красивые, блестящие,

Теперь хоть и захочешь,

А ноги не промочишь!

Музыка А. Островского, слова З. Петровой

Стихи и песни для детей

- В повести-сказке Ханса Кристиана Андерсена «Калоши счастья» («Lykkens Kalosker», 1838) две феи — фея Счастья (Радости) и фея Печали — приносят людям волшебные галоши, исполняющие любое желание.
- В рассказе «История двух калош» (1839) Владимира Александровича Соллогуба, гибель героя происходит из-за дефектных кожаных галош.
- В стихотворной сказке для детей Корнея Чуковского «Телефон» («У меня зазвонил телефон…»; 1924, по другим сведениям 1926) Крокодил со слезами просит прислать калоши ему, а также его жене и Тотоше. Из дальнейшего диалога выясняется, что высланные «на прошлой неделе» две пары «отличных калош» семейством Крокодилов уже съедены:

— Ах, те, что ты выслал

На прошлой неделе,

Мы давно уже съели

И ждём, не дождёмся,

Когда же ты снова пришлёшь

К нашему ужину

Дюжину

Новых и сладких калош!

- Также в стихотворной сказке Чуковского «Крокодил» (1916; за это её иногда называют «Старая-престарая сказка», так как она является первым детским сочинением автора) Ваня Васильчиков предостерегает сына Крокодила Тотошу от бездумного поступка:

Тут голос раздался Тотоши:

— А можно мне кушать калоши?

Но Ваня ответил:

— Ни-ни! Боже тебя сохрани!

- Известностью пользуется детская песенка «Галоши», музыка Аркадия Островского на стихи Зои Петровой, начальные строки которой цитируются в произведениях художественной литературы, публицистике, в разнообразных журналистских материалах.
- В автобиографическом романе «Обещание на рассвете» („La promesse de l’aube“, 1960, русский перевод 1993) французского писателя Ромена Гари готовность мальчика в доказательство своей любви к соседской девочке Валентине съесть сырую галошу выступает высшим подвигом самоотверженного чувства. Эпизод романа послужил основой для памятника Ромену Гари, открытого 22 июня 2007 года в Вильнюсе на улице Басанавичяус (Jono Basanavičiaus g., бывшая Большая Погулянка, на которой жил будущий писатель и где разворачивается часть действия романа). Памятник представляет бронзовую скульптуру, изображающую мальчика с прижатой к груди галошей в руках (скульптор Ромас Квинтас)[9][10][11].
- Радиостанция «Серебряный дождь» ежегодно с 1996 года вручает награду «Серебряная калоша» «за самые сомнительные достижения в шоу-бизнесе». Название, очевидно, происходит от выражения «сесть в калошу», что означает «попасть в дурацкое положение», «потерпеть неудачу», «испытать провал» (выражение «посадить кого-либо в калошу» означает «поставить в смешное или неловкое положение»).
- Иногда применяется просторечное выражение «Щас галоши надену!», аналогичное «Щас, разбежался!».

## Занимательные факты
Департамент торговли и мануфактур Санкт-Петербурга выдал 24 марта 1898 года привилегию № 8226 на галошедержатель, который изобрел житель города Риги Карл Борисович Мецайко.
В составе лака для галош в начале XX века использовался фактис на основе льняного или рыжикового масла. По причине острого дефицита таких масел в НИИРП проводились работы по замене фактиса с применением жира рыб (иваси).